# الدوري السوري الممتاز 2010-11
الدوري السوري الممتاز 2010-11 هو الموسم الأربعين من مواسم بطولة الدوري السوري الممتاز لكرة القدم منذ إنشائها، والذي تنافست فيه الأندية الأربعة عشر الأفضل على مستوى سوريا في كرة القدم، بحيث لعب كل فريق ضد الفرق الثلاثة عشر الأخرى مباراتين إحداهما على أرضه والأخرى خارجها، ثُمّ هبط الفريقين صاحبا المركزين الأخيرين في الترتيب النهائي لفرق البطولة إلى دوري الدرجة الثاني، لكي يحل محلهما في الموسم التالي أفضل فريقين في دوري الدرجة الثانية.
بدأت منافسات موسم عام 2010-2011 من بطولة الدوري السوري الممتاز لكرة القدم في 29 أكتوبر (تشرين الأول) 2010، واستمرت حتى 20 مارس (أذار) 2011 عندما أوقفت منافسات البطولة قبل استكمالها في أعقاب اندلاع الحرب الأهلية السورية،في منتصف الدوري وتحديداً في الجولة الـ 15 توقفت المباريات بسبب اندلاع الأزمة السورية، وعند توقفه كان “الشرطة” في المركز الخامس برصيد 25 نقطة، فقرر حينها اتحاد كرة القدم برئاسة “صلاح رمضان” إقامة دوري تصنيفي يجمع الأندية الخمسة الأولى في الترتيب مع إلغاء قرار الهبوط ورفع عدد الأندية المشاركة إلى 16 فريق، واعتذر حينها “الكرامة” و”الاتحاد” عن المشاركة وانسحب “الوحدة” ليقرر اتحاد الكرة أن يبقي “الجيش” و”الشرطة” في الدوري التصنيفي وحدهما.
وخاض الفريقان مباراتي ذهاب وإياب لتحديد البطل لموسم 2010/11، في مباراة الذهاب حكم التعادل السلبي اللقاء، ليتغلب “الشرطة” في مباراة الإياب بنتيجة 1-0 سجل هدف اللقاء الوحيد “سيف الحجي” ليتوّج “الشرطة” بطلاً للدوري السوري بسبب هدف واحد، وخاض حينها 17 مباراة فاز بـ 8 وتعادل بـ 5 وخسر بـ 4، حيث تلقّى 12 هدف وسجل 21 هدف.
وكان وقتها “عدي جفال” هدافاً للفريق برصيد 6 أهداف، وضمّ النادي عدّة نجوم سوريين كـ “رجا رافع” “محمود كركر” “بكري طراب” “أحمد ديب” “قصي حبيب” و”أنس صاري” و”سيف الحجي” وغيرهم. لم يهبط أي فريق إلى دوري الدرجة الثانية بحيث أصبح من المقرر أن يصل عدد الفرق المشاركة في الموسم التالي من البطولة إلى 16 فريقًا بدلًا من 14 فريقًا بعد إضافة الفرق الصاعدة من دوري الدرجة الثانية. ومن أجل إتاحة الفرصة لسوريا لتشارك في كأس الاتحاد الآسيوي لكرة القدم، سمح الاتحاد الأسيوي لكرة القدم للفريق الفائز بكأس سوريا بالتأهل مباشرة إلى منافسات بطولة كأس الاتحاد الآسيوي لهذا العام، مع تنظيم مبارايات فاصلة بين الفرق الثلاث الافضل في الترتيب وقت توقف البطولة لتحديد النادي الثاني المتأهل لبطولة كأس الاتحاد الأسيوي.

## الفرق المشاركة
شارك في موسم عام 2010-2011 من بطولة الدوري السوري الممتاز لكرة القدم 14 فريقًا، وهم:
- نادي حطين
- نادي الكرامة
- نادي المجد
- نادي الجيش
- نادي الجزيرة
- نادي الوحدة
- نادي الاتحاد الحلبي
- نادي الفتوة
- نادي الشرطة
- نادي أمية
- نادي النواعير
- نادي الوثبة
- نادي تشرين
- نادي الطليعة

### ملاعب البطولة
| الفريق              | المدينة   | الملعب                          | سعة المدرجات |
| ------------------- | --------- | ------------------------------- | ------------ |
| نادي الاتحاد الحلبي | حلب       | ملعب حلب الدولي                 | 75,000       |
| نادي الجيش          | دمشق      | ملعب العباسيين                  | 45,000       |
| نادي الجزيرة        | الحسكة    | ملعب باسل الأسد                 | 20,000       |
| نادي الكرامة        | حمص       | ملعب خالد بن الوليد             | 35,000       |
| نادي المجد          | دمشق      | ملعب العباسيين                  | 45,000       |
| نادي النواعير       | حماة      | الملعب البلدي                   | 20,000       |
| نادي الشرطة         | دمشق      | ملعب العباسيين                  | 45,000       |
| نادي الطليعة        | حماة      | الملعب البلدي                   | 20,000       |
| نادي الوحدة         | دمشق      | ملعب العباسيين                  | 45,000       |
| نادي الوثبة         | حمص       | ملعب خالد بن الوليد             | 35,000       |
| نادي أمية           | إدلب      | استاد إدلب الرياضي              | 15,000       |
| نادي الفتوة         | دير الزور | ملعب دير الزور البلدي           | 10,000       |
| نادي حطين           | اللاذقية  | ملعب المدينة الرياضية باللاذقية | 30,000       |
| نادي تشرين          | اللاذقية  | الملعب البلدي باللاذقية         | 45,000       |

### الطواقم
| الفريق              | المدير الفني    | قائد الفريق |
| ------------------- | --------------- | ----------- |
| نادي الاتحاد الحلبي | كمال عليصباحيتش | مجد حمصي    |
| نادي الجيش          | أيمن حكيم       | ماهر السيد  |
| نادي الجزيرة        | أنور عبد القادر |             |
| نادي الكرامة        | محمد قويض       | أنس الخواجة |
| نادي المجد          | زوران دوردفيتش  |             |
| نادي النواعير       |                 |             |
| نادي الشرطة         | فاليريو تيتسا   |             |
| نادي الطليعة        |                 |             |
| نادي الوحدة         | نزار محروس      |             |
| نادي الوثبة         | خوليو سبينوزا   |             |
| نادي أمية           | عماد دهبور      |             |
| نادي الفتوة         | هشام خليف       |             |
| نادي حطين           |                 |             |
| نادي تشرين          | هيثم جتال       |             |

### التغييرات
| الفريق       | المدير الفني المغادر | طريقة المغادرة | تاريخ ترك المنصب     | المدير الفني الجديد | تاريخ تولي المنصب      |
| ------------ | -------------------- | -------------- | -------------------- | ------------------- | ---------------------- |
| نادي الجيش   | أيوب أوديشو          | استقالة        | 8 أبريل (نيسان) 2010 | ثائر جسام           | 9 يوليو (تموز) 2010    |
| نادي الجزيرة | عماد توما            | أقيل           | 12 مايو (أيار) 2010  | أنور عبد القادر     | 2 سبتمبر (أيلول) 2010  |
| نادي المجد   | تحسين جباري          |                |                      | زوران دوردفيتش      | 13 سبتمبر (أيلول) 2010 |
| نادي الشرطة  | محمد ختام            | استقال         |                      | إيوان دوميترو       | 14 أغسطس (آب) 2010     |
| نادي الشرطة  | إيوان دوميترو        | أقيل           |                      | فاليريو تيتسا       | 9 فبراير (شباط) 2011   |
| نادي الجيش   | ثائر جسام            | استقال         |                      | أيمن حكيم           | 9 فبراير (شباط) 2011   |
| نادي الكرامة | محمد قويض            | استقال         | 4 مارس (آذار) 2011   |                     |                        |

## النتائح
| المضيف \ الضيف       | ITT | JAI | JAZ | KAR | MAJ | NAW | SHO | TAL | WAH | WAT | OMA | FUT | HUT | TIS |
| -------------------- | --- | --- | --- | --- | --- | --- | --- | --- | --- | --- | --- | --- | --- | --- |
| نادي أهلي حلب        | —   | 2–0 | 2–1 |     |     | 1–1 |     |     |     | 1–0 | 5–0 | 2–2 | 2–1 | 0–1 |
| نادي الجيش (سوريا)   |     | —   | 1–0 | 1–0 | 4–0 | 0–1 | 1–0 | 1–0 |     | 1–2 |     | 1–0 |     |     |
| نادي الجزيرة (سوريا) |     |     | —   | 2–1 |     | 0–0 | 0–1 | 2–0 | 2–2 | 0–0 | 1–0 |     | 2–1 |     |
| نادي الكرامة (سوريا) | 1–0 |     |     | —   |     |     | 1–1 | 2–1 | 2–1 | 1–1 | 1–0 | 3–0 | 3–2 |     |
| نادي المجد (سوريا)   | 3–1 | 1–1 | 2–2 | 1–3 | —   |     |     | 0–0 | 1–1 |     |     |     |     | 0–1 |
| نادي النواعير        |     |     | 1–0 | 0–0 | 5–2 | —   | 1–1 | 1–1 | 0–1 |     | 2–2 |     | 0–0 |     |
| نادي الشرطة (سوريا)  | 2–1 | 0–0 |     |     | 2–1 | 3–1 | —   |     | 0–2 |     | 3–0 |     | 5–0 |     |
| نادي الطليعة (سوريا) | 0–0 |     |     |     |     |     | 0–1 | —   | 2–1 |     | 2–1 | 2–1 | 1–3 | 1–1 |
| نادي الوحدة (سوريا)  | 1–1 | 2–1 |     |     | 1–0 | 2–0 |     |     | —   | 1–1 |     | 4–1 | 4–1 | 1–0 |
| نادي الوثبة          | 0–1 |     |     | 3–2 | 2–4 | 3–1 | 3–1 | 1–1 |     | —   | 0–0 |     |     |     |
| نادي أمية            |     | 0–2 |     | 1–1 | 3–1 |     |     |     | 0–0 |     | —   | 2–0 | 2–1 | 1–0 |
| نادي الفتوة (سوريا)  |     |     | 1–0 |     | 1–0 | 0–0 | 1–0 | 3–0 |     | 4–1 |     | —   |     | 0–1 |
| نادي حطين (سوريا)    | 0–2 | 3–2 | 2–1 |     | 2–1 |     |     |     |     | 2–1 |     | 2–0 | —   | 2–2 |
| نادي تشرين           |     | 0–1 | 1–1 | 1–3 |     | 2–3 | 0–0 |     |     | 0–0 | 2–1 | 2–1 |     | —   |

## جدول الدوري
| م  | الفريق              | لعب | فاز | تعادل | خسر | له | عليه | +/- | النقاط |
| -- | ------------------- | --- | --- | ----- | --- | -- | ---- | --- | ------ |
| 1  | نادي الوحدة         | 15  | 8   | 5     | 2   | 24 | 12   | +12 | 29     |
| 2  | نادي الكرامة        | 15  | 8   | 4     | 3   | 24 | 15   | +9  | 28     |
| 3  | نادي الجيش          | 15  | 8   | 2     | 5   | 17 | 11   | +6  | 26     |
| 4  | نادي الاتحاد الحلبي | 15  | 7   | 4     | 4   | 21 | 13   | +8  | 25     |
| 5  | نادي الشرطة         | 15  | 7   | 4     | 4   | 20 | 12   | +8  | 25     |
| 6  | نادي النواعير       | 15  | 4   | 8     | 3   | 16 | 15   | +1  | 20     |
| 7  | نادي تشرين          | 15  | 5   | 5     | 5   | 14 | 15   | -1  | 20     |
| 8  | نادي حطين           | 15  | 6   | 2     | 7   | 22 | 28   | -6  | 20     |
| 9  | نادي الوثبة         | 15  | 4   | 6     | 5   | 18 | 20   | -2  | 18     |
| 10 | نادي الجزيرة        | 15  | 4   | 5     | 6   | 14 | 15   | -1  | 17     |
| 11 | نادي الفتوة         | 15  | 5   | 2     | 8   | 15 | 20   | -5  | 17     |
| 12 | نادي أمية           | 15  | 4   | 4     | 7   | 13 | 21   | -8  | 16     |
| 13 | نادي الطليعة        | 15  | 3   | 5     | 7   | 12 | 21   | -9  | 14     |
| 14 | نادي المجد          | 15  | 2   | 4     | 9   | 17 | 29   | -12 | 10     |

|  | الفرق المتأهلة لتصفيات كأس الاتحاد الأسيوي |

## إحصائيات الموسم
سجل أول أهداف هذا الموسم من البطولة اللاعب البرازيلي جاجا سانتانا لاعب فريق نادي الوثبة في شباك نادي الكرامة في 29 أكتوبر (تشرين الأول) 2010، ويُعتبر اللاعب جاجا سانتانا أيضًا صاحب أسرع هدف خلال منافسات هذا الموسم، والذي سجله بعد مرور سبع دقائق فقط من بداية انطلاق مباراة نادي الوثبة ضد نادي الكرامة في 29 أكتوبر (تشرين الأول) 2010.

### ترتيب هدافي البطولة
| عدد الأهداف | اسم اللاعب | اسم اللاعب          | الفريق               | عدد الأهداف لكل أسبوع في الموسم | عدد الأهداف لكل أسبوع في الموسم | عدد الأهداف لكل أسبوع في الموسم | عدد الأهداف لكل أسبوع في الموسم | عدد الأهداف لكل أسبوع في الموسم | عدد الأهداف لكل أسبوع في الموسم | عدد الأهداف لكل أسبوع في الموسم | عدد الأهداف لكل أسبوع في الموسم | عدد الأهداف لكل أسبوع في الموسم | عدد الأهداف لكل أسبوع في الموسم | عدد الأهداف لكل أسبوع في الموسم | عدد الأهداف لكل أسبوع في الموسم | عدد الأهداف لكل أسبوع في الموسم | عدد الأهداف لكل أسبوع في الموسم | عدد الأهداف لكل أسبوع في الموسم | عدد الأهداف لكل أسبوع في الموسم | عدد الأهداف لكل أسبوع في الموسم | عدد الأهداف لكل أسبوع في الموسم | عدد الأهداف لكل أسبوع في الموسم | عدد الأهداف لكل أسبوع في الموسم | عدد الأهداف لكل أسبوع في الموسم | عدد الأهداف لكل أسبوع في الموسم | عدد الأهداف لكل أسبوع في الموسم | عدد الأهداف لكل أسبوع في الموسم | عدد الأهداف لكل أسبوع في الموسم | عدد الأهداف لكل أسبوع في الموسم |
| عدد الأهداف | اسم اللاعب | اسم اللاعب          | الفريق               | 1                               | 2                               | 3                               | 4                               | 5                               | 6                               | 7                               | 8                               | 9                               | 10                              | 11                              | 12                              | 13                              | 14                              | 15                              | 16                              | 17                              | 18                              | 19                              | 20                              | 21                              | 22                              | 23                              | 24                              | 25                              | 26                              |
| ----------- | ---------- | ------------------- | -------------------- | ------------------------------- | ------------------------------- | ------------------------------- | ------------------------------- | ------------------------------- | ------------------------------- | ------------------------------- | ------------------------------- | ------------------------------- | ------------------------------- | ------------------------------- | ------------------------------- | ------------------------------- | ------------------------------- | ------------------------------- | ------------------------------- | ------------------------------- | ------------------------------- | ------------------------------- | ------------------------------- | ------------------------------- | ------------------------------- | ------------------------------- | ------------------------------- | ------------------------------- | ------------------------------- |
| 10          | العراق     | علي صلاح هاشم       | نادي الوحدة          |                                 |                                 |                                 | 1                               |                                 |                                 | 2                               | 1                               | 1                               | 2                               |                                 |                                 | 1                               | 1                               | 1                               |                                 |                                 |                                 |                                 |                                 |                                 |                                 |                                 |                                 |                                 |                                 |
| 10          | السنغال    | ماخيتي ديوب         | نادي الكرامة         | 1                               | 1                               |                                 | 1                               | 1                               | 1                               |                                 |                                 | 2                               |                                 |                                 |                                 | 2                               | 1                               |                                 |                                 |                                 |                                 |                                 |                                 |                                 |                                 |                                 |                                 |                                 |                                 |
| 9           | سوريا      | فراس تيت            | نادي النواعير        |                                 |                                 |                                 | 1                               |                                 | 2                               | 1                               |                                 | 1                               |                                 |                                 |                                 | 4                               |                                 |                                 |                                 |                                 |                                 |                                 |                                 |                                 |                                 |                                 |                                 |                                 |                                 |
| 8           | سوريا      | زياد شعبو           | نادي حطين (سوريا)    |                                 |                                 | 1                               | 1                               | 1                               | 1                               |                                 |                                 | 2                               | 1                               |                                 |                                 | 1                               |                                 |                                 |                                 |                                 |                                 |                                 |                                 |                                 |                                 |                                 |                                 |                                 |                                 |
| 8           | سوريا      | أحمد العمير         | نادي الطليعة (سوريا) |                                 |                                 | 1                               | 1                               |                                 | 1                               |                                 | 2                               | 1                               |                                 |                                 | 1                               |                                 |                                 |                                 |                                 |                                 |                                 |                                 |                                 |                                 |                                 |                                 |                                 |                                 |                                 |
| 6           | سوريا      | عبد الهادي أل حريري | نادي المجد           | 1                               |                                 |                                 |                                 | 2                               |                                 | 1                               |                                 |                                 |                                 |                                 | 1                               | 1                               |                                 |                                 |                                 |                                 |                                 |                                 |                                 |                                 |                                 |                                 |                                 |                                 |                                 |
| 6           | سوريا      | عدي الجفال          | نادي الشرطة (سوريا)  |                                 |                                 |                                 | 1                               |                                 |                                 |                                 | 2                               |                                 |                                 |                                 |                                 |                                 |                                 | 3                               |                                 |                                 |                                 |                                 |                                 |                                 |                                 |                                 |                                 |                                 |                                 |
| 5           | لبنان      | محمد غدار           | نادي تشرين           |                                 |                                 |                                 |                                 |                                 |                                 |                                 |                                 |                                 | 1                               |                                 | 1                               |                                 | 2                               | 1                               |                                 |                                 |                                 |                                 |                                 |                                 |                                 |                                 |                                 |                                 |                                 |
| 5           | صربيا      | مرجان يوغوفيتش      | نادي أهلي حلب        |                                 |                                 |                                 |                                 |                                 |                                 |                                 |                                 | 1                               |                                 |                                 | 1                               | 1                               | 2                               |                                 |                                 |                                 |                                 |                                 |                                 |                                 |                                 |                                 |                                 |                                 |                                 |
| 5           | سوريا      | محمد الحموي         | نادي الكرامة (سوريا) |                                 |                                 |                                 |                                 |                                 |                                 | 1                               |                                 |                                 | 3                               |                                 |                                 | 1                               |                                 |                                 |                                 |                                 |                                 |                                 |                                 |                                 |                                 |                                 |                                 |                                 |                                 |
| 5           | سوريا      | جومرد موسى          | نادي الجزيرة (سوريا) |                                 |                                 | 1                               |                                 | 1                               |                                 | 2                               | 1                               |                                 |                                 |                                 |                                 |                                 |                                 |                                 |                                 |                                 |                                 |                                 |                                 |                                 |                                 |                                 |                                 |                                 |                                 |
| 5           | سوريا      | عمر السومة          | نادي الفتوة (سوريا)  | 1                               | 1                               |                                 |                                 |                                 |                                 |                                 | 2                               |                                 |                                 |                                 | 1                               |                                 |                                 |                                 |                                 |                                 |                                 |                                 |                                 |                                 |                                 |                                 |                                 |                                 |                                 |

### حالات الطرد
كان اللاعب زكريا بودقة هو أول لاعب يحصل على بطاقة حمراء خلال موسم 2010-2011 من بطولة الدوري السوري الممتاز لكرة القدم، وكان ذلك خلال الدقيقة 90 من مباراة فريق نادي أمية ضد نادي تشرين في 29 أكتوبر (تشرين الأول) 2010.

## تصفيات كأس الاتحاد الأسيوي
بعد توقف منافسات موسم 2010-2011 من بطولة الدوري السوري الممتاز لكرة القدم على خلقية اندلاع الحرب الأهلية السورية، قرر الاتحاد الأسيوي لكرة القدم إقامة مبارايات فاصلة بين فرق نادي الجيش ونادي الشرطة ونادي الوحدة لتحديد الفريق المتأهل إلى منافسات كأس الاتحاد الأسيوي لذلك العام، ولكن ما لبس نادي الوحدة أن انسحب من التصفيات المؤهلة لكأس الاتحاد الأسيوي وأقيمت مباراتين بين نادي الجيش ونادي الشرطة. أقيمت المباراة الأولى (مباراة الذهاب) بين الفريقين في 24 سبتمبر (أيلول) 2011 وانتهت بالتعادل السلبي بين الفريقين، ثُم أقيمت المباراة الثانية بين الفريقين (مباراة الإياب) في 26 سبتمبر (أيلول) 2011، وانتهت بفوز نادي الشرطة على نادي الجيش بنتيجة 1-0، لتُصبح نتيجة المباراتين 1-0 لصالح نادي الشرطة، وبناءًا على هذه النتيجة تأهل نادي الشرطة ونادي الاتحاد الحلبي إلى دور المجموعات في بطولة كأس الاتحاد الأسيوي لعام 2012.